# Pearl Grace Loehrová

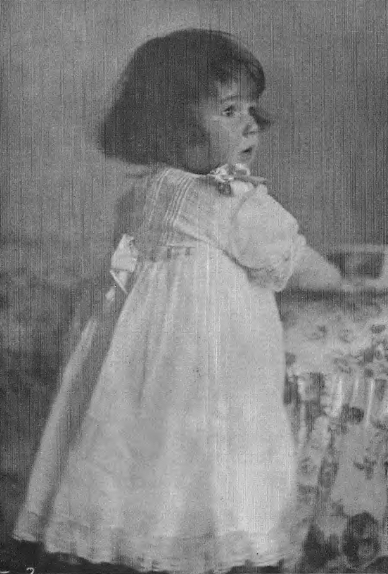
Příklad dětského portrétu od Pearl Grace Loehrové z publikace z roku 1916.

Pearl Grace Loehrová (nepřechýleně Pearl Grace Loehr; 29. září 1882 – 1944?) byla americká fotografka a umělecká pedagožka se sídlem v New Yorku.

## Životopis
Narodila se ve městě Warsaw v Indianě jako dcera Mrs. Elizabeth Loehrové  a o umění se zajímala již od dětství. Vyučila se u místního umělce, který ji povzbudil, aby navštěvovala uměleckou školu v Indianapolis, a poté se přestěhovala do New Yorku studovat na Pratt Institute v Brooklynu.  Brzy si v Brooklynu otevřela vlastní studio a stala se známou jako expertka na fotografování dětí a v domácím prostředí.  V roce 1913 byla zvolena prezidentkou Ženské federace Americké asociace fotografů a sloužila jedno funkční období.  Poté pokračovala v přednáškách, vystupovala na sjezdech a konferencích.  Vyučovala také kurzy fotografie v New Yorku. Dne 12. června 1916 se provdala za Chestera Irvina Wagnera, vynálezce a obchodníka, který měl z předchozího manželství tři děti. V novinách své doby pokračovala v používání svého rodného jména a stále pracovala ve fotografii až do roku 1919.  Když Chester v roce 1942 zemřel, ona a její manžel žili v East Orange, NJ;  Pearl zemřela v roce 1944.

## Kariéra
Loehrová měla portrétní studio v New Yorku, ale specializovala se na „domácí portrétování“.  "Zachytí je právě ve chvíli, kdy jsou v podstatě samy sebou," vysvětloval jeden profilový článek z roku 1916 o jejích dětských portrétech a dodal: "Stáří je považováno za stejně důležité a jeho zvláštní rysy jsou dovedeny k dokonalosti."  Přednesla přednášku na téma „Home Portraiture“ na setkání Americké asociace fotografů v roce 1912 ve Philadelphii.  „Je téměř fatální chybou (při fotografování dětí) mít kromě sebe příbuzného dospělého člověka v místnosti... Rodič má tendenci se kvůli dítěti rozčilovat a celkově ho znervózňuje,“ poznamenala k vlastní metodě. "Každé dítě má odlišnou osobnost a pokud to jedno nedostane, k čemu to je?"
Loehrová působila jako prezidentka Ženské federace Americké asociace fotografů v letech 1913-1914  ve vedení Federace spolupracovala s Mary Carnell, Bayard Wootten, Maybelle Goodlander, Clara Louise Hagins a Blanche Reineke.  
Loehrová byla v roce 1915 jmenována do čela nového fotografického oddělení na New York School of Fine and Applied Arts.    Také v roce 1915 Loehrová vytvořila soubor portrétů autorky a feministky Charlotte Perkins Gilmanové. 

## Galerie

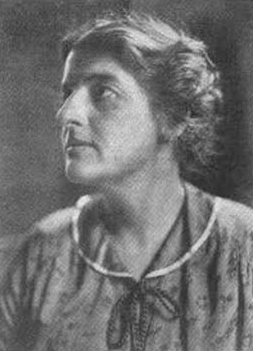
Lékařka Mabel S. Ulrichová
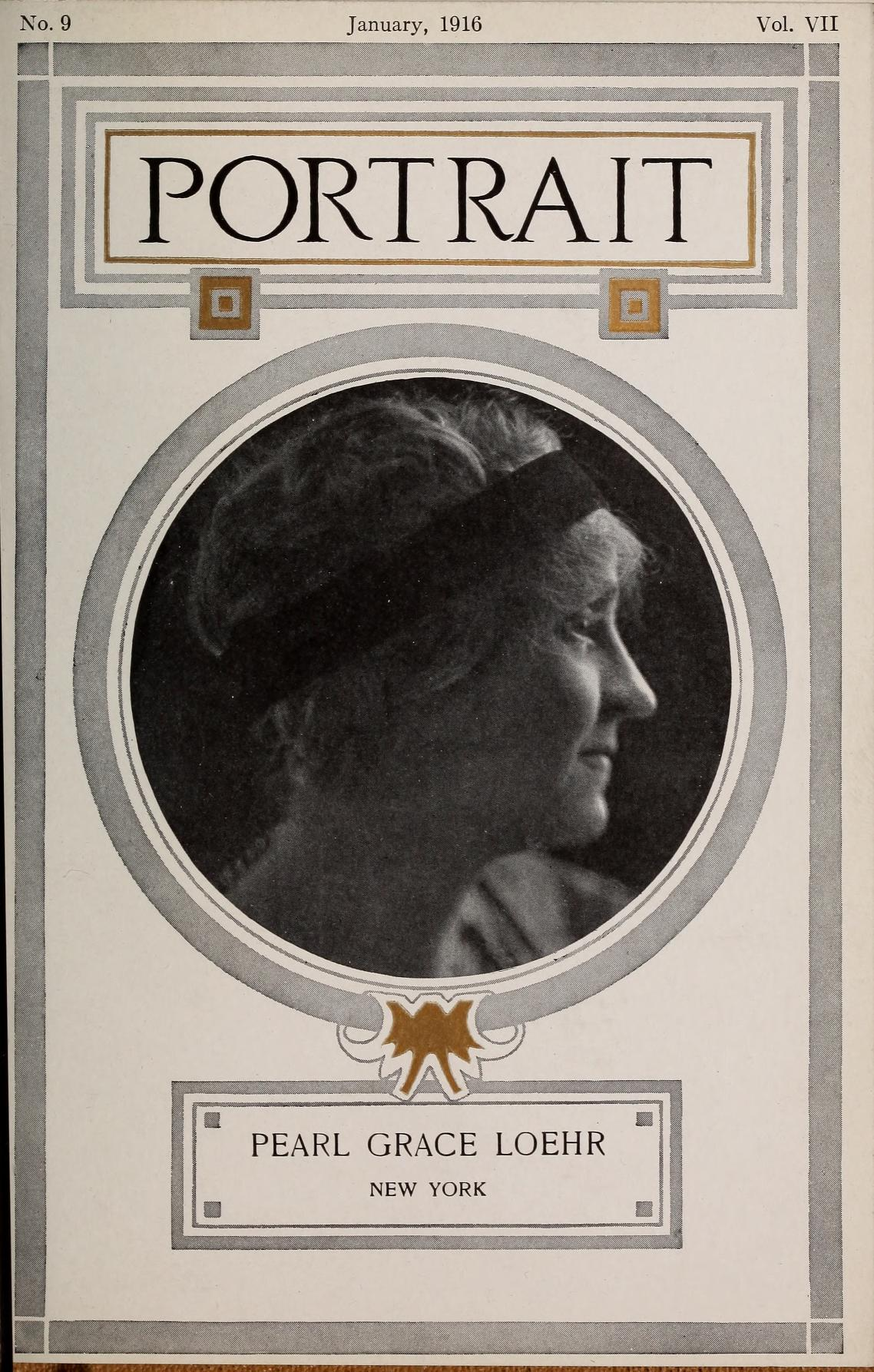
Portrait cover January 1916